# Maspujols
Maspujols est une commune de la province de Tarragone, en Catalogne, en Espagne, de la comarque de Baix Camp.

## Personnalités
- Higinio Anglés (1888 - † 1969) : prêtre, musicologue grégorien, directeur de l'Institut pontifical de musique sacrée, y est né en 1888.